# Xera
Xera är ett släkte av insekter. Xera ingår i familjen Pseudophasmatidae.
Kladogram enligt Catalogue of Life:
| Xera | \| \| Xera apolinari \| \| \| \| \| \| Xera debilis \| \| \| \| |
|      | \| \| Xera apolinari \| \| \| \| \| \| Xera debilis \| \| \| \| |
|      | Xera apolinari                                                  |
|      |                                                                 |
|      | Xera debilis                                                    |
|      |                                                                 |